# Junji Ito
Junji Itō (japonès: 伊藤 潤二, Itō Junji; 31 de juliol de 1963) és un artista de manga del gènere de terror i el màxim exponent d'aquest. Algunes de les seves obres més notables i celebrades són Tomie, Uzumaki i Gyo.
Autor prolífic, bona part de la seva bibliografia ha estat adaptada a la petita i gran pantalla, tant en produccions d'imatge real com d'animació. El 2019 va rebre el Premi Eisner per la seva adaptació de Frankenstein de Mary Shelley.

## Biografia
Va néixer a la prefectura de Gifu el 31 de juliol de 1963. De ben jove es va inspirar pels dibuixos de la seva germana gran i de Kazuo Umezu, que va començar a llegir quan tenia 4 o 5 anys. Junji Ito va començar a escriure i dibuixar manga com a hobby, mentre treballava de tècnic dental a la dècada dels 1990. El 1987 va presentar el relat curt Tomie al Premi Kazuo Umezu convocat per la revista Gekkan Halloween (amb el mateix Umezu fent de jutge), i va guanyar un esment honorífic.
El director de cinema Guillermo del Toro va escriure en el seu compte de Twitter que comptaria amb la col·laboració d'Ito en el videojoc Silent Hills (del qual tant Del Toro com el creador de videojocs Hideo Kojima n'eren els directors principals), tot i que un any més tard de l'anunci el projecte va ser cancel·lat, sense que Ito pogués produir-ne cap material.
El març de 2019, per a celebrar els 30 anys del seu debut com a autor, Ito va publicar el llibre Igyō Sekai 異形世界 (en català, Món grotesc), el seu primer recull d'il·lustracions comentades. La publicació va anar acompanyada d'una exhibició de 90 peces patrocinada pel diari Asahi Shimbun, que va tenir lloc del 23 de març al 9 d'abril d'aquell any a la Span Art Gallery del barri de Ginza, a Tòquio.

## Estil
Ito se sent atret pels fenòmens paranormals i tot allò que no pot succeir en el món real, com els poders extrasensorials i les aparicions fantasmagòriques. A més de Kazuo Umezu, Ito ha citat Hideshi Hino, Furuka Shinichi, Yasutaka Tsutsui, i H.P. Lovecraft com les seves influències principals. Així mateix, llibres com Ring de Koji Suzuki, i films com L'Exorcista, de William Friedkin i Suspiria de Dario Argento varen tenir un gran efecte sobre l'autor.
Pel que fa al seu procés creatiu, la majoria de vegades no parteix d'una historia o argument. Elabora les seves obres a partir d'una imatge punyent imaginada, creada intuïtivament, i desenvolupa la historia al seu voltant. La seva inspiració prové tant del món quotidià com de les seves experiències d'infantesa.
En la seva obra destaca la seva línia neta, els seus gestos exagerats, la seva tirada pels esdeveniments sobrenaturals, l'interès a explorar la complexa construcció dels sentiments humans i l'horror còsmic sense concessions humorístiques, excepte si es tracta de l'humor negre.
Alguns dels temes recurrents de l'obra de Ito inclouen sang i fetge, personatges aparentment normals que comencen a actuar irracionalment, la ruptura de la societat i la inevitabilitat de la pròpia mort; tot en un univers molt cruel i capritxós, on els seus personatges es troben sovint víctimes de malèvoles circumstàncies sense cap raó discernible o castigats desproporcionadament per a les infraccions lleus que cometen.

## En altres mitjans
L'aclaparador èxit de Tomie no podia passar desapercebut i, coincidint amb l'auge del cinema de terror japonès, era inevitable el salt a la pantalla gran. La primera pel·lícula va ser un èxit i li van seguir fins a vuit seqüeles més i diverses TV-movies. Uzumaki també va tenir la seva versió cinematogràfica que va conservar la inquietant atmosfera del manga i de Gyo se'n va fer una versió en anime. En el món dels videojocs. Bandai va crear un parell de videojocs de Uzumaki per a la seva consola portàtil, la WonderSwan, que mai van sortir del Japó. El 2014, coincidint amb les celebracions de Halloween al Japó, The Pokémon Company va sostenir una col·laboració amb Junji Ito de la qual van resultar un parell d'il·lustracions de Banette i Gengar dibuixades amb el seu estil característic.